# Tragia yucatanensis
Tragia yucatanensis là một loài thực vật có hoa trong họ Đại kích. Loài này được Millsp. miêu tả khoa học đầu tiên năm 1916.